# Erlach BE
| BE ist das Kürzel für den Kanton Bern in der Schweiz. Es wird verwendet, um Verwechslungen mit anderen Einträgen des Namens Erlach zu vermeiden. |

Erlach (französisch Cerlier) ist eine Kleinstadt, eine politische Gemeinde im Verwaltungskreis Seeland des Kantons Bern in der Schweiz und war bis Ende 2009 Hauptort des gleichnamigen Amtsbezirks. Das Städtchen Erlach liegt am Ufer des Bielersees auf 433 m ü. M. Auf Gemeindegebiet liegt der Jolimont, ein 603 m ü. M. hoher Hügel, von dem aus man Aussicht auf den Bielersee hat.
Die St. Petersinsel (eigentlich eine Halbinsel) ist von Erlach aus zu Fuss und mit dem Velo erreichbar.
Der Schweizer Verteidigungsminister von 1920 bis 1929, Bundesrat Karl Scheurer, war Bürger von Erlach. Auf die Ortschaft Erlach geht der Name der Berner Patrizierfamilie von Erlach zurück.

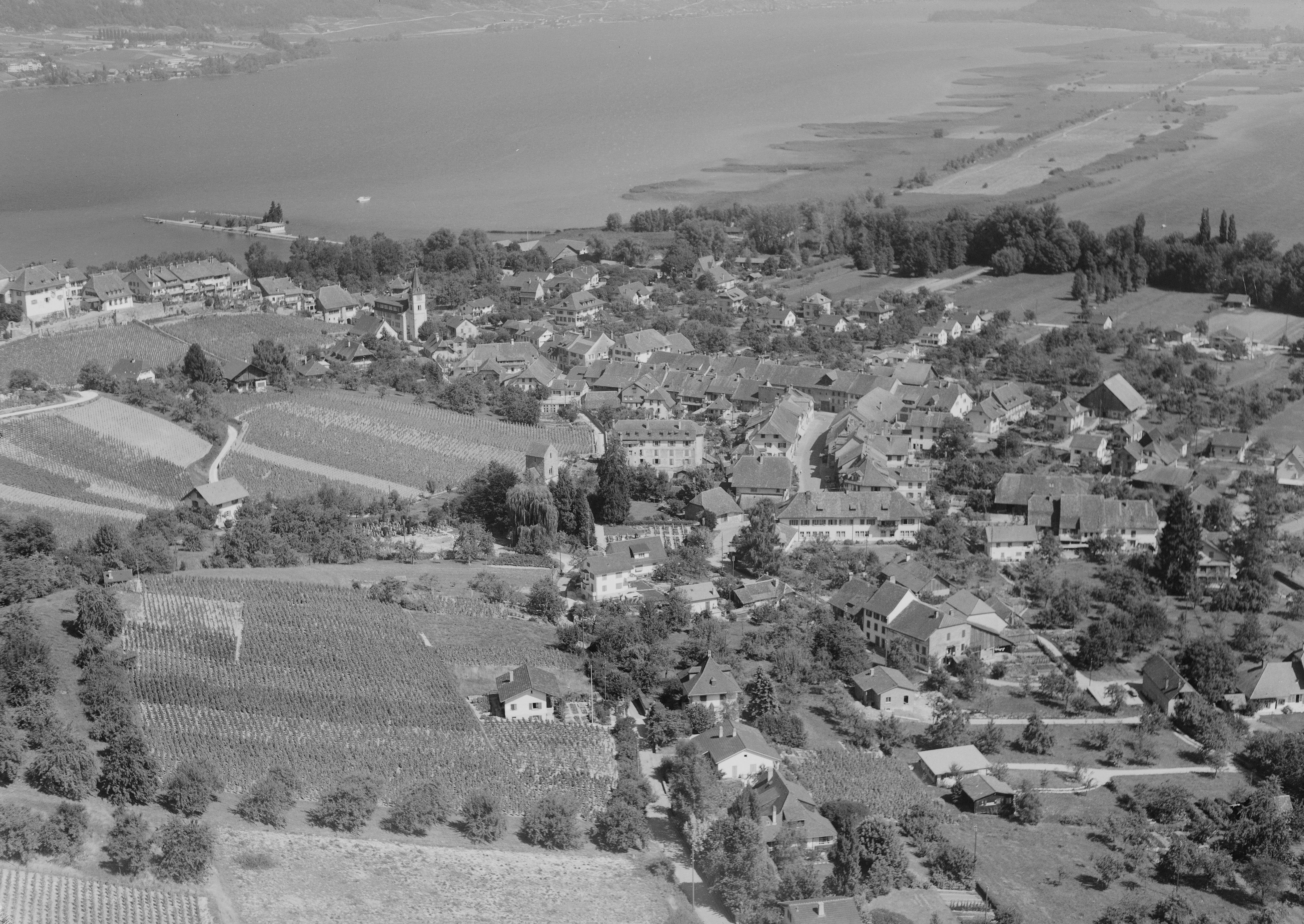
Luftbild (1962) von Werner Friedli

## Geschichte
Die Besiedelung der Gegend kann bis in die Jungsteinzeit zurückverfolgt werden, denn am nordseitigen Ufer des Bielersees, in der Nähe der Galsstrasse, wurde eine Pfahlbausiedlung entdeckt. Aus der Zeit der Römer wurden nur wenige Scherben gefunden. Dennoch muss angenommen werden, dass auch Erlach schon besiedelt war, wie Mullen und Tschugg, wo reichlich Überreste römischer Bebauung gefunden wurden. In den Jahren 1932/33 wurde im Hasenlauf Richtung Mullen ein frühmittelalterliches Gräberfeld aus dem 7. Jahrhundert entdeckt. Die Ulrich-Kirche entstand um die vorletzte Jahrtausendwende. Um 1100 wurde die Burg erbaut. 1274 erhielt Erlach das Stadtrecht durch den Grafen Rudolph von Neuenburg.
1265 wurde Erlach savoyisch. Ab 1407 gehörte es dem Haus Chalon und somit zu Burgund. Die Herrschaft Erlach wurde 1474 von Bern erobert und war ab 1476 bis 1798 bernische Landvogtei. Zu den bekannten Landvögten in Erlach zählen unter anderem Niklaus Manuel Deutsch (Landvogt 1523–1528) und Johann Rudolf Sinner von Ballaigues (Landvogt 1776–1781). In der Helvetischen Republik (1798 bis 1803) war Erlach Sitz des Distrikts Seeland. Danach war Erlach bis Ende 2009 Sitz des gleichnamigen Oberamtes bzw. Amtsbezirkes. Seit 2010 gehört Erlach zum Verwaltungskreis Seeland (Sitz in Aarberg).

## Sehenswürdigkeiten

Schloss Erlach, im Hintergrund der Bielersee und die St. Petersinsel

### Schloss Erlach
Das Schloss Erlach steht in typischer Spornlage auf dem östlichen Ausläufer des Jolimonts. Der Grundstein für das heutige Schloss wurde um 1100 durch Burkhard von Fenis, Bischof von Basel von 1072 bis 1107, gelegt. Er verlegte damit den Stammsitz der Grafen von Fenis (welche als Vorgänger der Grafen von Neuenburg gelten) von der Burg Fenis nach Erlach. Nachdem Erlach 1474 bernisch geworden war, war das Schloss Erlach ab 1476 bis zum Ende der Alten Eidgenossenschaft im Jahr 1798 Sitz der Landvogtei Erlach. Danach war es bis 1874 Sitz des Oberamtes bzw. Amtsbezirks Erlach. Seit 1874 ist im Schloss ein staatliches Erziehungsheim (heute Schulheim) untergebracht.

### Evangelisch-reformierte Kirche St. Ulrich
Über die Entstehung der Ulrich-Kirche, welche etwas ausserhalb des historischen Städtchens auf dem Hangfuss des Jolimonts steht, herrscht eine gewisse Unklarheit. So ist nicht vollständig geklärt, ob sie auf den heiligen Ulrich von Augsburg (890–973) zurückgeht oder durch die Feniser (Ulriche) gegründet wurde. Dem Patrozinium des Ulrich von Augsburg wird der Vorzug gegeben. Jedenfalls wurde sie um die Jahrtausendwende errichtet. Sie gehörte zur Gründungsausstattung der Abtei St. Johannsen, welche 1185 gegründet wurde; im 12. Jahrhundert wurde sie meist als Kapelle bezeichnet. Der heutige Turm entstand um 1460. Aus dieser Zeit stammen auch die Wandmalerei im Chor und der Neubau des Kirchenschiffes.
Seit der Reformation ist die Kirche evangelisch-reformiert. Um 1568 wurde das Turmdach gehoben. Zwischen 1678 und 1680 wurde die Kirche westseitig verlängert und ein Predigtsaal angebaut. Diese Arbeiten wurden unter Abraham Dünz I erbracht. Anlässlich des Orgeleinbaus 1779 wurde das Schiff erhöht. Dieser Umbau wurde aber bei der Renovation 1954 rückgängig gemacht.

## Verkehr
Erlach ist durch mehrere Buslinien mit den umliegenden Gemeinden verbunden. Ein Nachtbus (Moonliner-Linie M32) auf der Linie Biel–Erlach bedient die Gemeinde jeweils in den Wochenendnächten (Freitag und Samstag).
Erlach verfügt über eine Schiffländte, welche von Kursschiffen der Bielersee-Schifffahrts-Gesellschaft (BSG) sowie der Société de navigation sur les lacs de Neuchâtel et Morat (Schifffahrtsgesellschaft des Neuenburger- und des Murtensees, LNM) angefahren wird. Dadurch ist Erlach per Schiff mit Biel und den Gemeinden des linken Bielerseeufers sowie mit Neuenburg und Murten verbunden.

## Impressionen

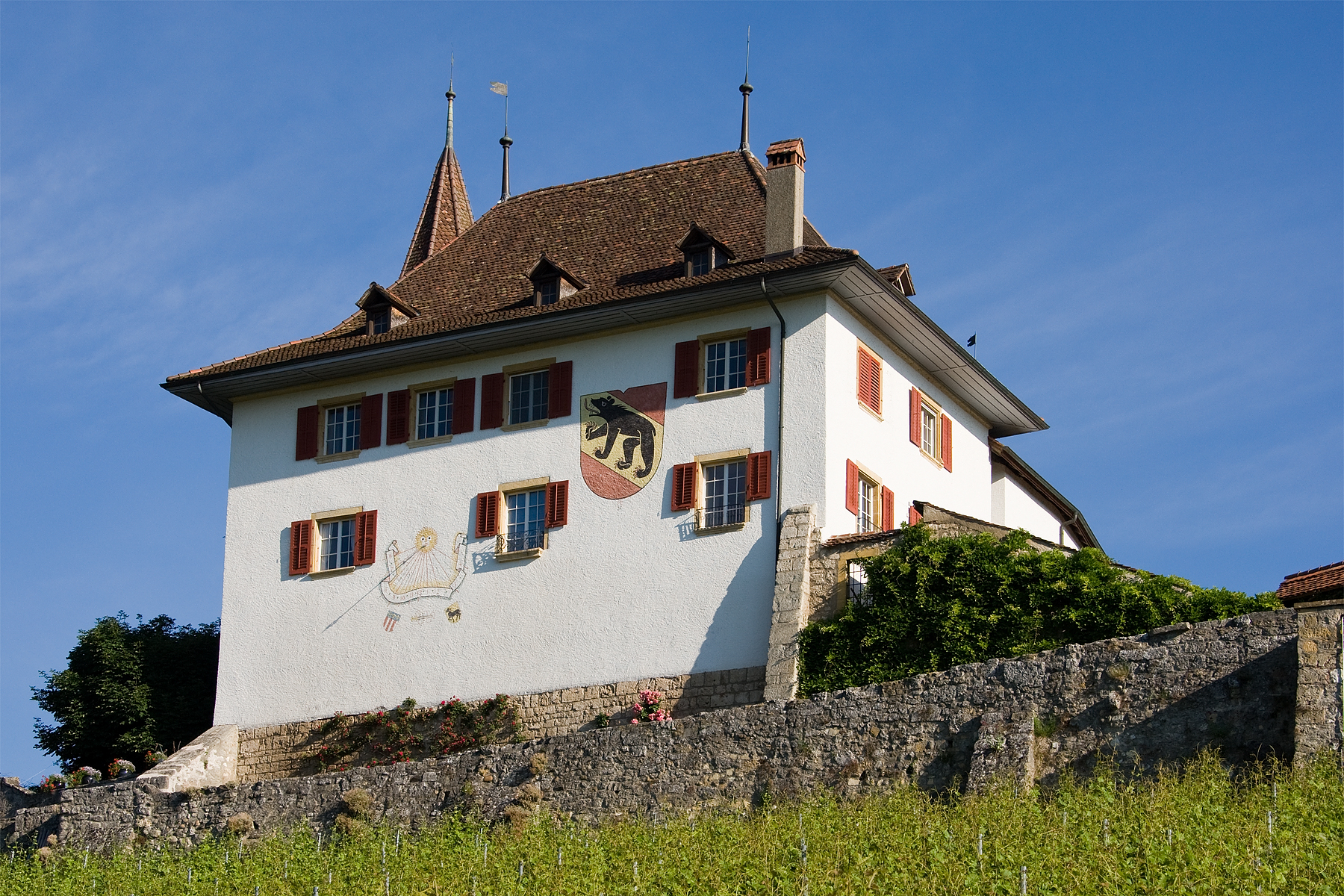
Schloss
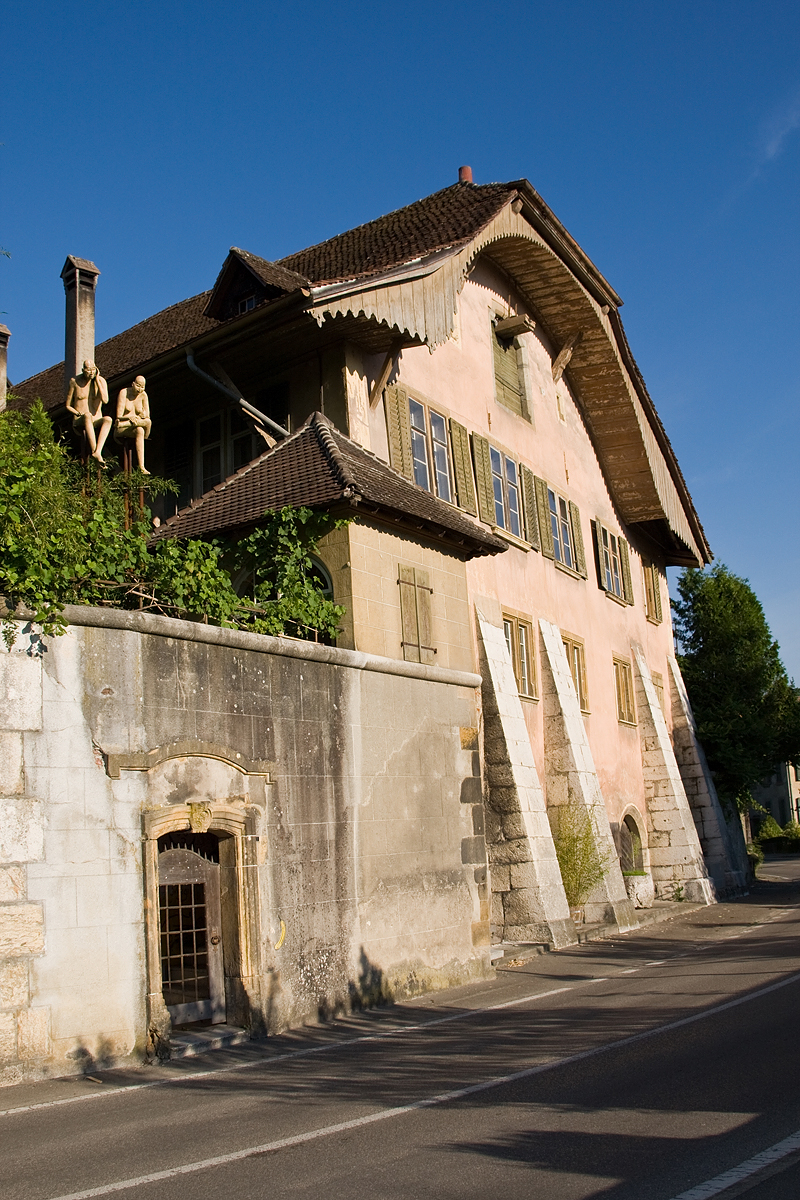
Mayhaus
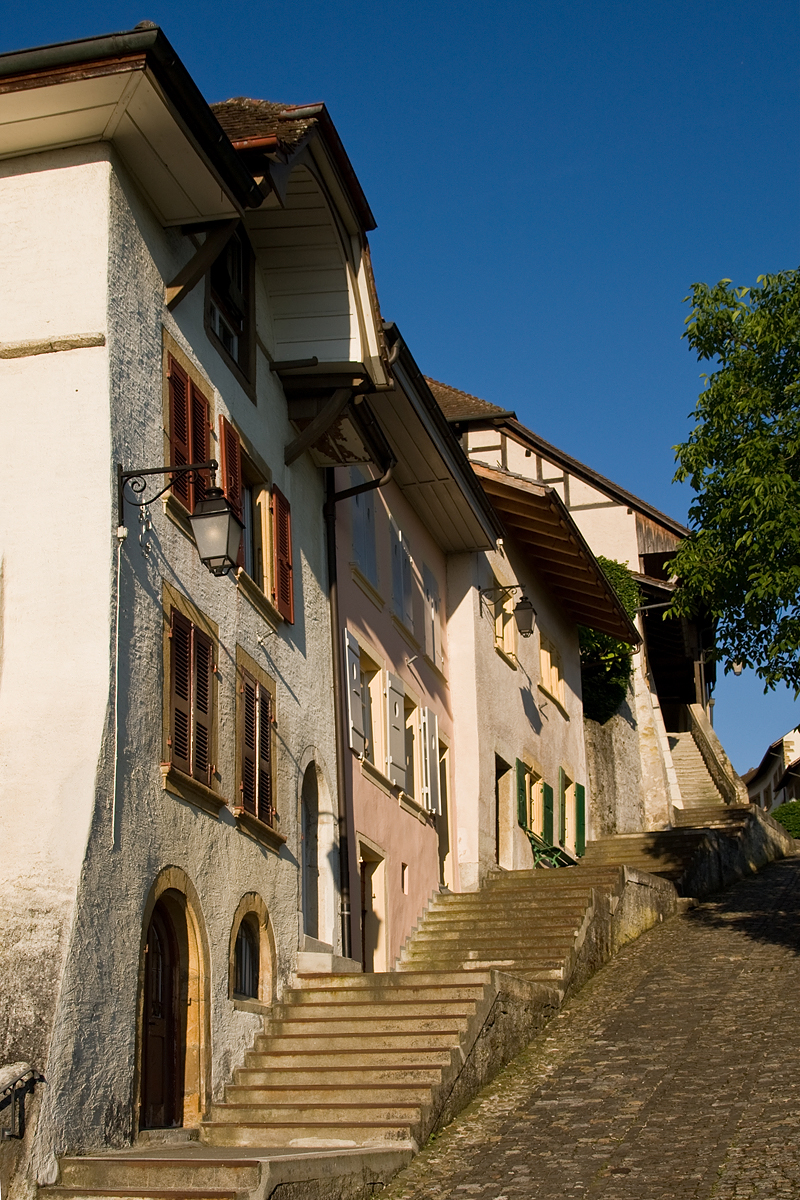
Untere Altstadt
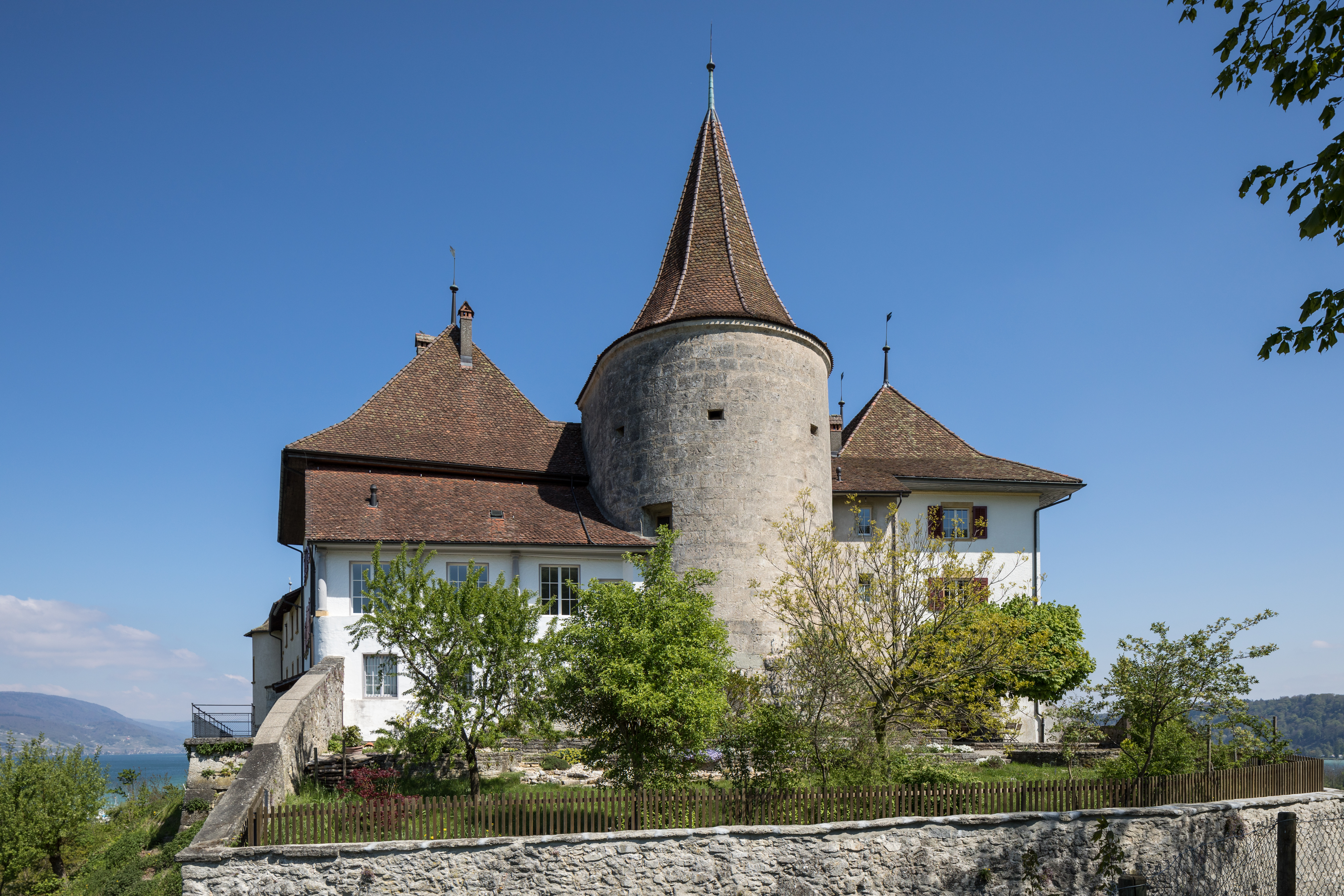
Schloss von Westen

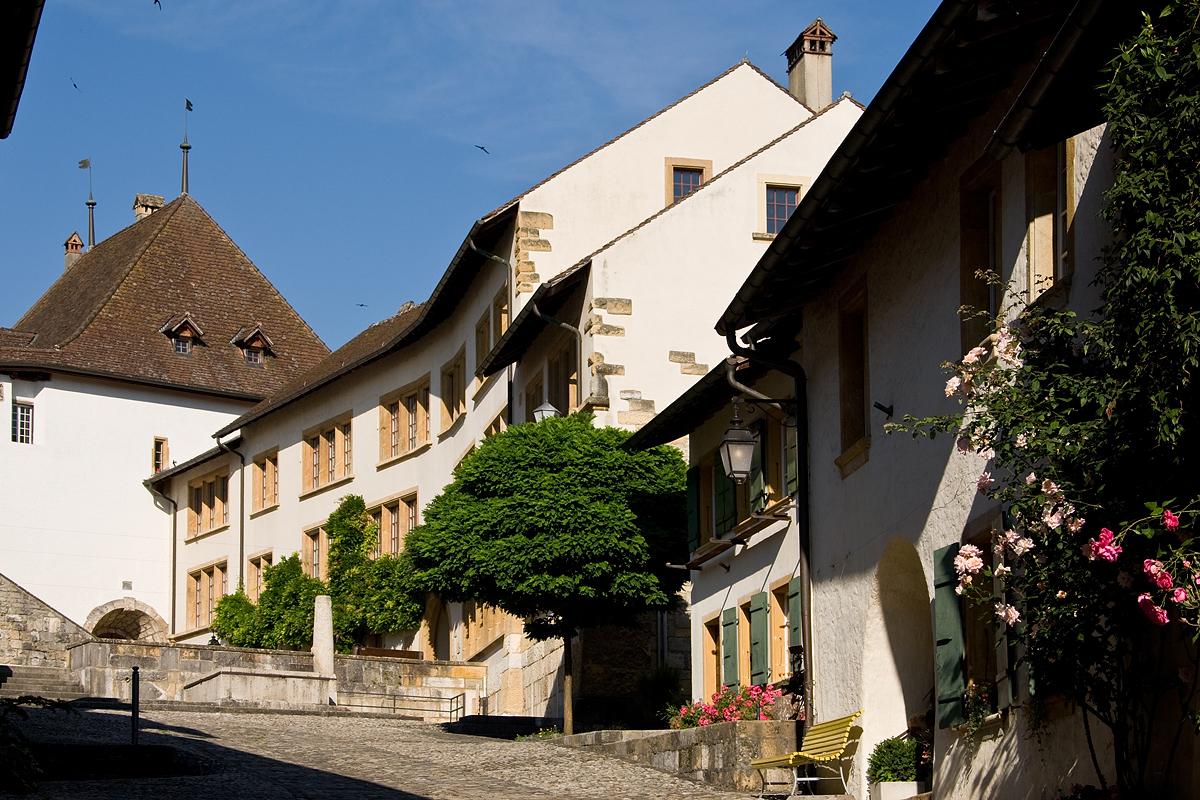
Obere Altstadt
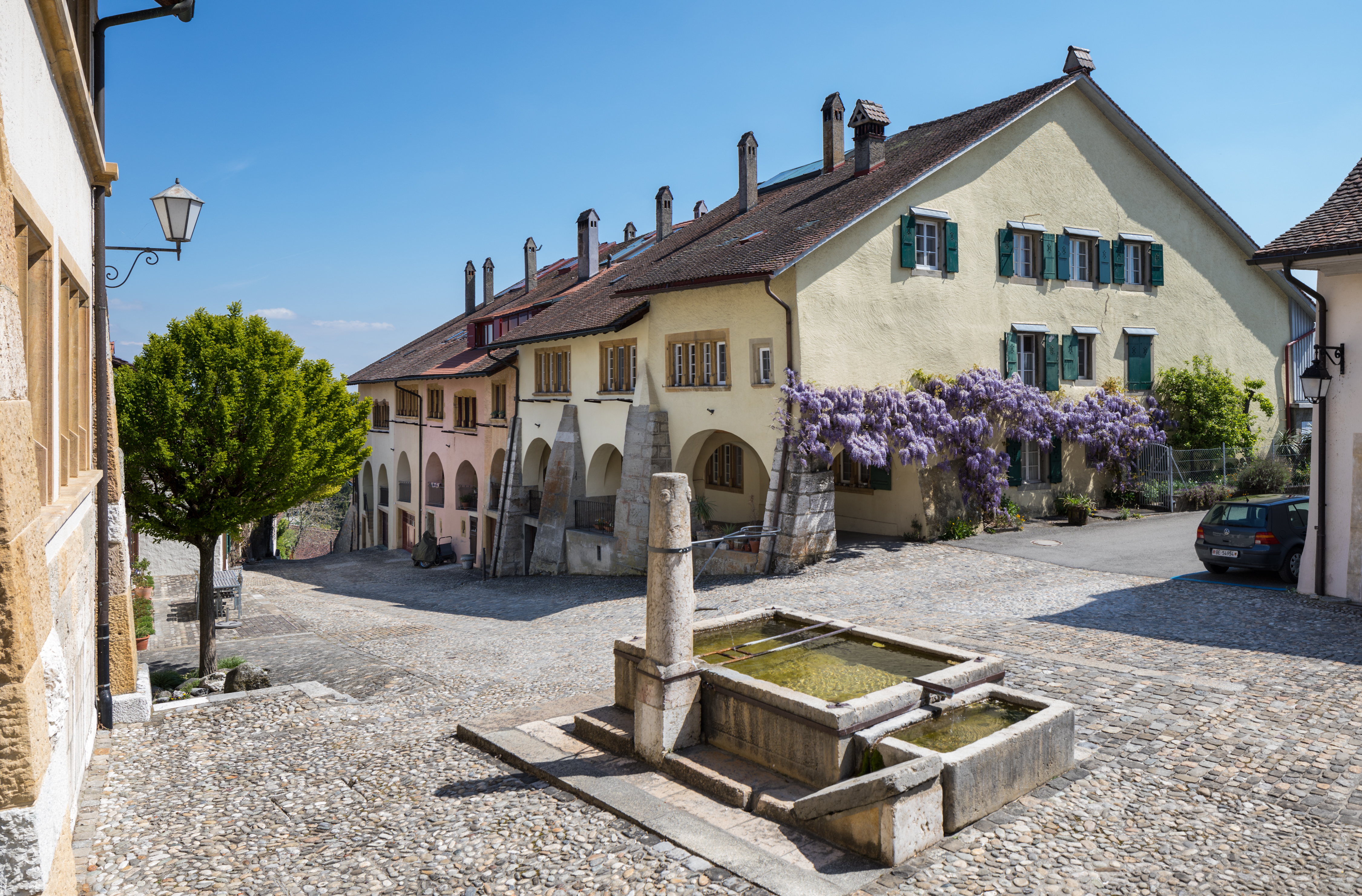
Obere Altstadt aus Blickrichtung Schloss
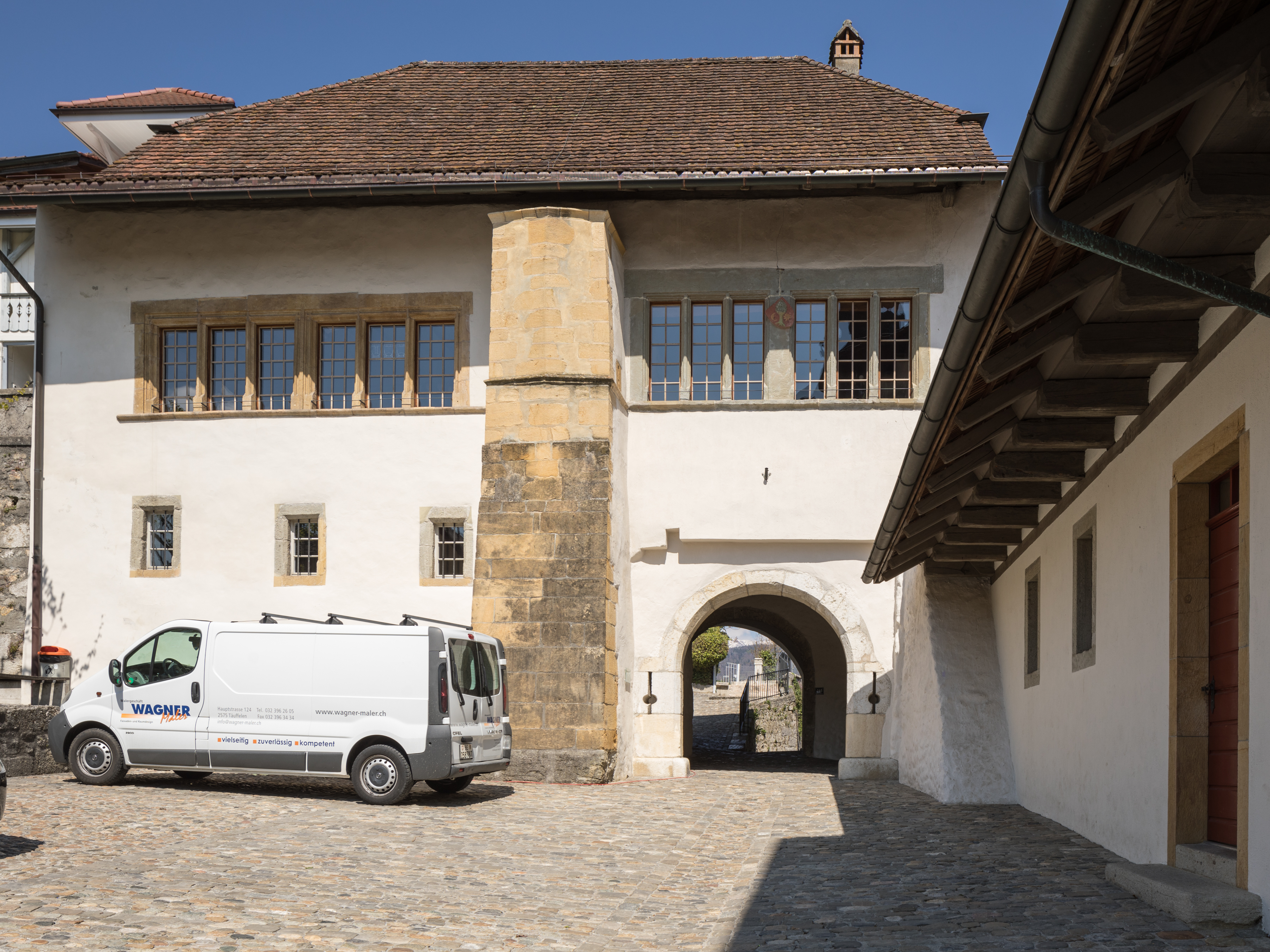
Rathaus
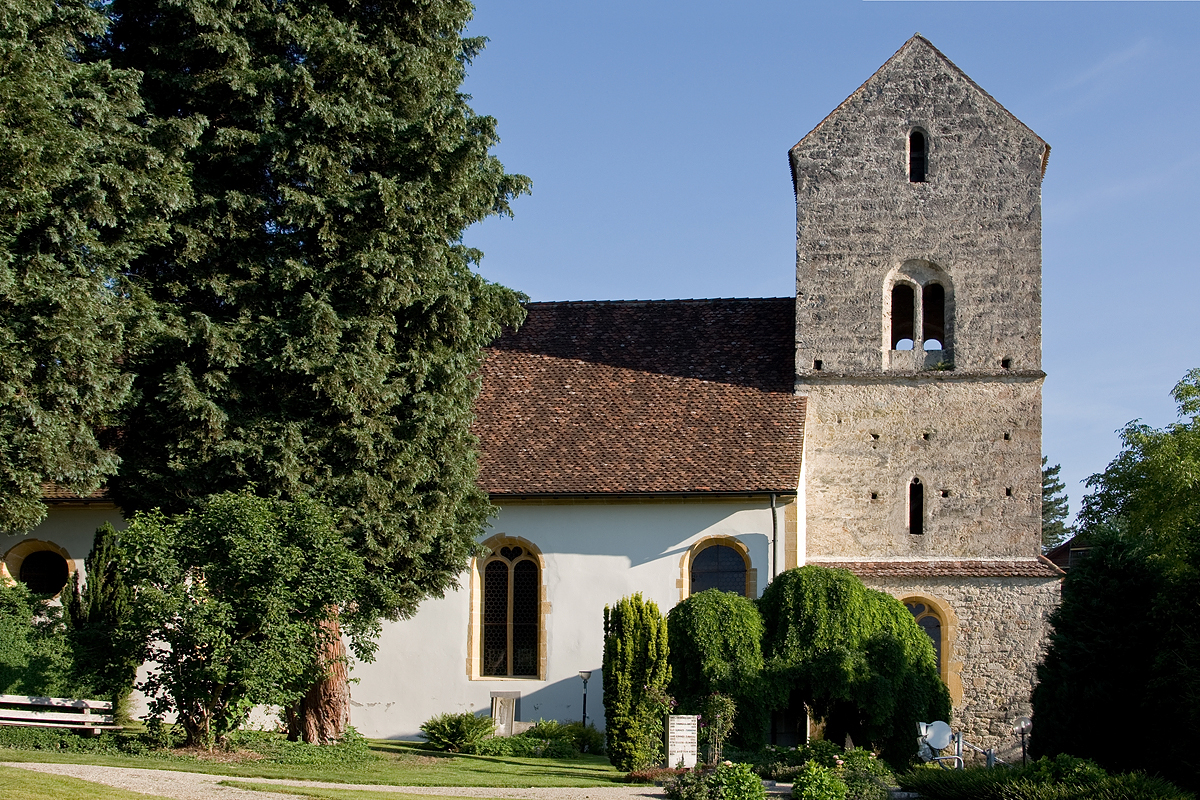
Ulrich-Kirche

## Bevölkerung
| Jahr      | 1764 | 1850 | 1900 | 1930 | 1950 | 1960 | 1990  | 2000  | 2010  |
| Einwohner | 427  | 619  | 848  | 704  | 791  | 858  | 1'052 | 1'123 | 1'245 |

## Politik
Am 7. Dezember 1969 wurde die Langenthalerin Doris Ryser in Erlach als erste weibliche Gemeindepräsidentin der Deutschschweiz gewählt. Auch heute (Stand 2024) ist mit Petra Frommert (Pro Erlach) eine Frau Gemeindepräsidentin.
Bei den Nationalratswahlen 2023 betrugen die Wähleranteile in Erlach (in Klammern die Veränderung im Vergleich zu den Wahlen 2019 in Prozentpunkten): SVP 29,27 % (+1,33), SP 22,05 % (+5,04), Grüne 12,79 % (−6,25), FDP 11,20 % (+0,92), glp 10,13 % (+0,50), Mitte 7,83 % (−0,49), EVP 2,29 % (+0,85), EDU 1,91 (+1,59).

## Persönlichkeiten
- Hans Rudolf Manuel (1525–1571), Holzschnitzer und Politiker
- Rudolf Ludwig von Erlach (1749–1808), Offizier, Politiker und Schriftsteller
- Alfred Scheurer (1840–1921), Jurist und Politiker, Nationalrat
- Franz Robert Schöni (1841–1876), Lyriker und Lehrer
- Karl Scheurer (1872–1929), Jurist und Politiker, Bundesrat
- Werner Günthör (* 1961), Leichtathlet, lebt in Erlach